# Обстріл Елвуду

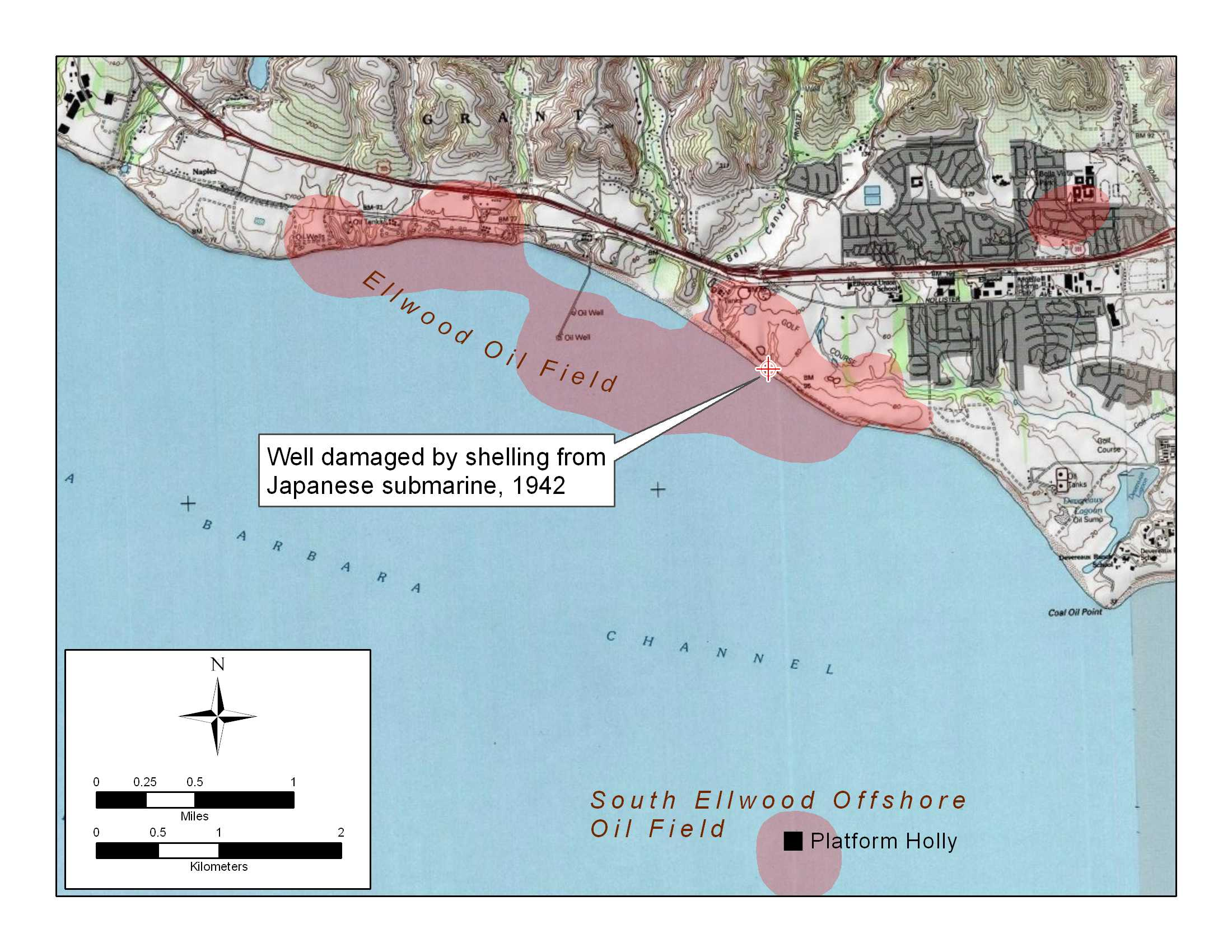
Карта місця інциденту

Обстріл Елвуду під час Другої світової війни було здійснено японським підводним човном проти прибережних цілей США поблизу Санта-Барбари. Хоча завданий збиток був мінімальним, подія викликала паніку Західному узбережжі США і вплинула на рішення про інтернування японців-громадян США . Подія також стала першим обстрілом континентальної території Північної Америки материка під час конфлікту. 

## Контекст
Після несподіваного нападу на Перл-Харбор на Гаваях сім японських підводних човнів патрулювали американське поблизу Західне узбережжя США. Вони потопили два торгові кораблі та пошкодили ще шість, двічі вступивши у сутички повітряними чи морськими силами ВМС США . До кінця грудня всі підводні човни повернулися на бази для постачання. Однак декілька перекинули до Кваджалейна для продовження присутності в американських водах. Одним з таких був підводний човен I-17 Імперських ВМС Японії . Він мав 140 міліметрову палубну гармату.  Командиром човна був Козо Нішино. 
Японський уряд, занепокоєний радіовиступом президента Рузвельта, запланованим на 23 лютого 1942 року, наказав того дня підводному човну обстріляти узбережжя Каліфорнії.  Офіцер військово-морського резерву, Нішино командував до війни торговим судном, яке пропливало через канал Санта-Барбари. Колись його судно відвідало  нафтове родовище Елвуд, щоб взяти вантаж нафти. 

## Обстріл
Близько 19:00 23 лютого 1942 року І-17 зупинився навпроти нафтового поля Еллвуд. Нішино наказав приготувати гармату. Його екіпаж націлився націлився на цистерну з авіаційним паливом Річфілд неподалік від пляжу. Японці відкрили вогонь приблизно через 15 хвилин, перші снаряди приземлилися біля сховища. Працівники нафтового родовища здебільшого поверталися додому, але чергові почули вибухи . Вони сприйняли це як нещасний випадок, поки один чоловік не помітив І-17 вдалині. Пізніше працівник підприємства Г. Браун заявив журналістам, що підводний човен противника здався йому настільки великим для нього, що він вважав, що це повинен бути крейсер або есмінець, поки він не зрозумів, що стріляє лише одна гармата. 
Незабаром Нісіно наказав своїм людям обстріляти другий резервуар. Браун та інші викликали поліцію, оскільки японські снаряди продовжували падати навколо них. 
Вогонь з підводного човна, якого хитало хвилями, неминуче був неточним. Один сеаряд пройшов над готелем Wheeler's Inn, власник якого Лоренс Уілер негайно зателефонував у офіс шерифа округу Санта-Барбара . Помічник шерифа запевнив, що військові літаки вже вилетіли, але жоден так і не прибув. Японські снаряди знищили вишку і насосну станцію. Через 20 хвилин артилеристи припинили вогонь і підводний човен відплив. Оцінки кількості вибухів снарядів коливалися від мінімум від 12 до цілих 25. Незважаючи на те, що він завдав лише легкої шкоди, Нішино досяг своєї мети, а саме - поширити страх уздовж американського західного узбережжя. 
Преподобний Артур Башам з Монтесіто викликав поліцію, щоб повідомити, що він бачив ворожий підводний човен зі свого будинку. За його словами, I-17 повернув на південь до Лос-Анджелеса, очевидно, подаючи сигнали вогнями до когось на березі. Насправді I-17 відплив на захід і повернувся до Японії. 

## Наслідки
Повідомлення про обстріл змусили сотні жителів тікати в глиб країни. Багато хто побоювався, що подія стала прелюдією до повномасштабного нападу на Західне узбережжя США . Оскільки в Санта-Барбарі кілька людей заявили, що вони бачили "сигнальні вогні", електрику було вимкнуто на всю ніч. Безпідставні твердження про "сигнали" були використані для обґрунтування суперечливого рішення Франкліна Д. Рузвельта про інтернування американців японського походження, яке розпочалося через тиждень. 
Наступної ночі після нападу на Елвуд відбулася події в Лос-Анджелесі. У відповідь на повідомлення про появу «ворожих літаків» зенітні батареї відкрили інтенсивний вогонь з позицій по всьому місту, викликавши паніку серед його жителів. 

## Додаткова література
- Official Chronology of the US Navy in World War II: Chapter V: 1943 [Архівовано 31 травня 2020 у Wayback Machine.]
- Graham, Otis L.; Bauman, Robert; Dodd, Douglas W.; Geraci, Victor W.; Murray, Fermina Brel. Stearns Wharf: Surviving Change on the California Coast. Graduate Program in Public Historical Studies, University of California, 1994 ISBN 1-883535-15-8
- Parshall, Jon; Hackett, Bob and Kingsepp, Sander. Imperial Japanese Navy Page: HIJMS Submarine I-17: Tabular Record of Movement [Архівовано 21 січня 2020 у Wayback Machine.]. Retrieved 7/4/2010
- Webber, Bert. Silent Siege: Japanese Attacks Against North America in World War II, Ye Galleon Press, Fairfield, Washington, 1984 ISBN 0-87770-315-9 (hardcover). ISBN 0-87770-318-3
- Tompkins, Walker A. (1975). Santa Barbara, Past and Present. Santa Barbara: Tecolote Books.
- Tompkins, Walker A. (1976). It Happened in Old Santa Barbara. Santa Barbara: Sandollar Press.